# Ghór
Ghór (persky ولایت غور‎, paštunsky د غور ولایت‎) je provincie ležící v centrální části Afghánistánu. Majoritním etnikem jsou Tádžikové. Hlavním městem je Čaghčarán. Název provincie je odvozen od středoperského výrazu gar což znamená hora.